# Нартов Андрій Констянтинович
Андрій Констянтинович Нартов (нар. 28 березня (10 квітня) 1693 — пом. 16 (27) квітня 1756, Санкт-Петербург) — російський вчений, механік та скульптор, статський радник, член Академії наук (1735—1756).

## Життєпис
Починаючи з 1712 розробив та побудував ряд механізованих верстатів для отримання копіюванням барельєфів та виробів прикладного мистецтва. Близько 1718 р. посланий царем в Пруссію, Голландію, Францію та Англію для вдосконалення в токарному мистецтві та отриманні знань в механіці та математиці.
Після повернення з-за кордону Петро I поручив йому завідувати своєю токарнею, яку Нартов розширив та поповнював новими машинами, вивезеними та виписаними із-за кордону.
Нартов розробив конструкцію першого у світі токарно-гвинторізного верстата з механізованим супортом та набором змінних зубчатих коліс (1738)

## Праці
- «Театрум махинарум» (1737—1756, збереглася в рукописі)